# Histoire de l'écologie

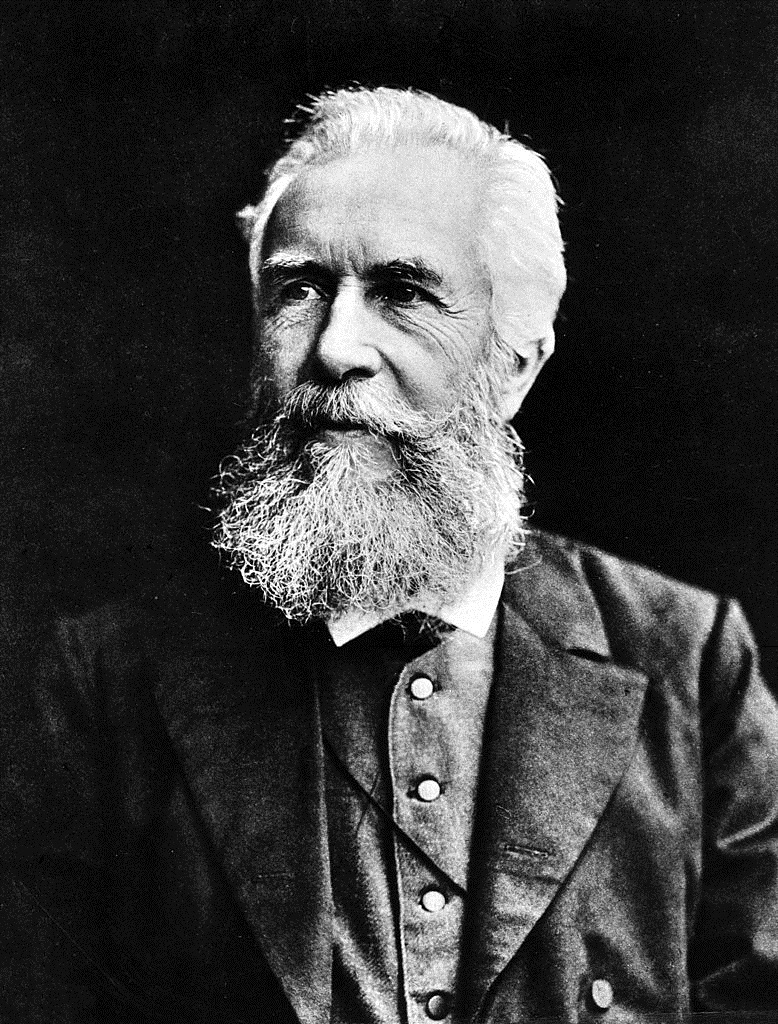
Ernst Haeckel a inventé en 1866 le terme « écologie »

L'histoire de l'écologie a pour but de décrire l'évolution de cette science depuis sa reconnaissance en tant que domaine scientifique au XIXe siècle.

L'écologie en tant que science est généralement considérée comme récente, étant seulement devenue prééminente dans la seconde moitié du XXe siècle. Le terme « écologie » vient du grec oikos (« maison », « habitat ») et logos (« science », « connaissance ») : c'est la science de la maison, de l'habitat. Historiquement, il fut inventé en 1866 par le biologiste allemand Ernst Haeckel, bien que l'essayiste et poète américain Henry David Thoreau l'ait peut-être employé dès 1852. Il semble avoir été utilisé pour la première fois en français vers 1874. Dans son ouvrage Morphologie générale des organismes, Haeckel désignait en ces termes : 
« (...) la science des relations des organismes avec le monde environnant, c'est-à-dire, dans un sens large, la science des conditions d'existence. »
Néanmoins, il existe une pensée "proto-écologique" depuis les premiers siècles de l'Antiquité, et les principes fondamentaux de l'écologie contemporaine ont été développés progressivement en relation étroite avec le développement de l'ensemble des "disciplines du vivant". Ainsi, l'oeuvre du philosophe Aristote prolongée par celle de son élève Théophraste peuvent être considérées comme un chaînon de cette longue histoire. En effet, tous deux se sont intéressés à l'ensemble des espèces animales connues à leur époque. Ils décrivirent avec précision les relations entre animaux mais aussi celles qui existent entre ces derniers et leur environnement dès le IVe siècle av. J.-C.
Certains historiens considèrent par ailleurs que le terme d'« écologie » peut être employé pour désigner des systèmes de pensée antérieurs à l'apparition du mot. D'après eux, les premiers discours à caractère écologique seraient le produit direct du siècle des Lumières et de la remise en question de certains préjugés religieux concernant la relation humain-nature.

## Origines de l'écologie

### Les Grandes découvertes
Les idées écologistes trouvent leur source dans les grands voyages d'exploration des navigateurs européens qui eurent lieu à partir de la Renaissance. Les puissances maritimes européennes (Portugal, Espagne, France, Royaume-Uni, Hollande) firent de nombreuses expéditions pour explorer le monde, développer le commerce maritime avec d'autres pays, et exploiter de nouvelles ressources naturelles. Même si leur objectif n'était pas celui-là, les voyages de découverte ont favorisé l'essor des sciences de la nature, et ont permis de faire les premiers inventaires. Ainsi, les Grandes découvertes ont bouleversé la représentation du monde héritée du Moyen Âge et ont engendré les premières idées écologiques.
Parmi les premiers naturalistes qui ont accompagné les voyages de découverte, on trouve le Français Pierre Belon qui, au cours de son périple au Levant (Grèce, Turquie, Égypte, Palestine, Arabie) de 1546 à 1549, fait un grand nombre d'observations sur l'histoire naturelle et les mœurs des habitants, lui permettant de rapporter des descriptions d'espèces végétales nouvelles avec des indications sur leur intérêt commercial. On trouve aussi le Français André Thevet, qui ramène de son voyage au Brésil en 1555-1556 des planches représentant la forêt tropicale, des animaux, et des végétaux sauvages cultivés par les indigènes.

### Premières mesures protectionnistes
Dès le milieu du XVIIe siècle, les conséquences de l'exploitation incontrôlée des ressources des territoires colonisés se manifestent. La déforestation, le développement de l'agriculture, l'exploitation des mines, l'extermination des animaux, alertent la communauté des scientifiques chargés d'inventorier les richesses faunistiques, floristiques et géologiques. Ils saisissent les autorités de cas de dégradations préoccupantes : déforestation intense de l'île Maurice, abattage systématique des séquoias de l'île de Sainte-Hélène, déforestation des îles Tobago et de l'Inde.
À l'île Maurice, lorsque les Français arrivent en 1715, presque toutes les forêts de la côte ont déjà disparu. On commençait à l'époque à prendre conscience que la déforestation pouvait provoquer des changements climatiques. Sous l'impulsion de Philibert Commerson, botaniste officiel de l'île, de Pierre Poivre, gouverneur de l'île et botaniste-sylviculteur, et de Bernardin de Saint-Pierre, auteur de Paul et Virginie, un appareil législatif complet se met progressivement en place à partir de 1769. Il inspirera les Anglais aux Antilles, aux Caraïbes, et plus tard en Inde.

## XIXesiècle

### La botanique géographique et Alexander von Humboldt
Les inventaires effectués au cours des voyages d'exploration ont progressé rapidement : au début du XVIIIe siècle, environ 20 000 espèces végétales étaient connues, 40 000 au début du XIXe siècle et presque 400 000 aujourd'hui.
À ces expéditions se joignirent de nombreux scientifiques, en particulier des naturalistes, tels que l'explorateur allemand Alexander von Humboldt qu'on considère souvent comme étant le précurseur véritable de l'exploration scientifique. Il entreprit, le premier, d'étudier les relations entre l'environnement et les organismes. Il mit en évidence la relation existant entre les espèces végétales observées et les climats, décrivit les zonations de végétation avec la latitude ou l'altitude, ce qu'on appela la phytogéographie.
En 1804 par exemple, il rapporte une quantité impressionnante d'espèces, en particulier des végétaux, dont il cherche à expliquer la distribution géographique en s'appuyant sur les données géologiques. Un ouvrage célèbre de Humboldt est L'essai sur la géographie des plantes (1805).
Avec Alexander von Humboldt, d'autres naturalistes posent les bases de la biogéographie botanique : Augustin Pyrame de Candolle, Adolf Engler et Asa Gray.
Selon Ariane Debourdeau dans son ouvrage Les grands textes de l'écologie, le naturaliste Carl von Linné serait le premier à avoir ouvert la voie à une pensée écologiste par l'évocation d'un "système de la nature".
D'autres botanistes d'importance sont par exemple Aimé Bonpland qui participa aux expéditions de Humboldt, ou Johannes Eugenius Bülow Warming (1841-1924) et Andreas Franz Wilhelm Schimper (1856-1901), ces deux derniers sont souvent considérés comme les fondateurs de l'écologie végétale en tant que discipline scientifique.
En 1895, le botaniste danois Eugen Warming publie le premier traité de géographie botanique qui utilise le mot « écologie » dans son titre. L'ouvrage  Plantesamfund, Grundtràk afden Ôkologiske Plantegeograji est traduit en allemand en 1896 ; une édition augmentée et remaniée paraît en 1909 sous le titre anglais The Oecology of Plants. Warming y fait la synthèse des connaissances acquises en géographie botanique, mais il propose en outre d'étudier les communautés végétales.
Dans un ouvrage Pflanzengeographie publié en allemand en 1898, traduit en anglais en 1903, le botaniste Andreas Schimper donne à l'écologie végétale ses bases physiologistes en étudiant la manière dont l'environnement agit sur la végétation et les formations végétales.

### La notion de biocénose: Charles Darwin et Alfred Wallace
Vers 1850, une rupture a lieu avec la parution de l'ouvrage de Charles Darwin intitulé De l'origine des espèces : on passe des représentations statiques des espèces à des représentations évolutives. Le concept d'écologie apparaît en 1859 dans le préambule de ce livre, sous le nom d'« économie de la nature ». Il y décrit les relations entre les prairies de trèfles, pollinisés par les bourdons, et les chats qui mangent les mulots qui eux-mêmes délogent les bourdons de leurs terriers.
Alfred Russel Wallace, son contemporain, aboutit aux mêmes théories par l'étude de la « géographie » des espèces animales. L'idée s'impose à plusieurs auteurs que les espèces ne sont pas indépendantes les unes des autres, et leur regroupement s'organisent en communautés d'êtres vivants ou biocénoses. Ce terme sera inventé en 1877, par Karl Möbius.

### L'invention du terme «écologie» par Ernst Haeckel
Le terme « écologie » est construit à partir du grec ancien oikos (« maison », « habitat ») et logos (« science », « connaissance »). Il apparaît pour la première fois sous la plume du biologiste allemand Ernst Haeckel, en 1866. Haeckel appartenait au courant philosophique moniste qui affirmait l'unité de la nature et des sociétés humaines, et il était partisan de réformes politiques basées sur les sciences. Cependant l'écologie est, dès son origine, conçue comme une science.

## Début duXXesiècle: expansion de la pensée écologique

### La biosphère - Eduard Suess et Vladimir Vernadsky
Au XIXe siècle, les investigations s'enrichissent de connaissances acquises en chimie par Lavoisier et de Saussure qui étudient notamment le cycle de l'azote.
Après observation du fait que la vie ne se développe que dans des limites très précises au sein des trois compartiments que constituent l'atmosphère, l'hydrosphère et la lithosphère, le géologue autrichien Eduard Suess propose le terme biosphère en 1875. Suess propose d'appeler biosphère cette enveloppe de vie, caractéristique de la Terre, qui englobe la flore, la faune, les minéraux, les cycles de la matière, etc.
Dans les années 1920, le  géologue russe Vladimir Ivanovich Vernadsky, précise la notion de biosphère dans son ouvrage La biosphère (1926) et décrit les principes fondamentaux des grands cycles biogéochimiques. Il requalifie alors la biosphère comme étant l'ensemble des écosystèmes.
Par ailleurs, les premiers dégâts écologiques sont reportés au XVIIIe siècle, lorsque la multiplication des colonies est la cause de déforestation. Dès le XIXe siècle, avec la révolution industrielle, des doutes de plus en plus pressants naissent quant aux impacts des activités anthropiques sur l'environnement. Le terme écologiste apparaît dès la fin du XIXe siècle.

### La notion d'«écosystème»: Arthur George Tansley
Au cours du XIXe siècle, la biogéographie, qui dresse l'état des lieux des espèces, est généralement considérée comme une science qui ne peut être confondue avec l'écologie ; elle cherche à expliquer les raisons de la présence des espèces en un endroit donné.
C'est en 1935 que Arthur George Tansley, écologiste britannique, appelle « écosystème », le système interactif qui s'établit entre la biocénose (l'ensemble des êtres vivants) et le biotope (leur milieu de vie). L'écologie devient alors la science des écosystèmes.
Le concept d'écosystème de Tansley fut adopté par l'énergique et influent éducateur en biologie Eugene Odum. Avec son frère Howard T. Odum, Eugene Odum écrivit un manuel, Fundamentals of Ecology (première édition 1953), qui éduqua plus d'une génération de biologistes et écologues d'Amérique du Nord.

### Les successions écologiques: Henry Chandler Cowles
Vers la fin du XIXe siècle, Henry Chandler Cowles fut l'un des pionniers de l'étude émergente de l'« écologie dynamique », à travers son étude des successions écologiques à l'Indiana Dunes National Lakeshore, des dunes de sable à la pointe sud du lac Michigan. Cowles trouva ici des preuves des successions écologiques dans la végétation et le sol en lien avec leur âge. Une succession écologique est un processus par lequel une communauté naturelle évolue d'un simple niveau d'organisation vers une communauté plus complexe (par exemple, du sable nu, à l'herbe poussant dans le sable, à l'herbe poussant sur les résidus produits par l'herbe morte, aux arbustes et arbres poussant sur les résidus produits par l'herbe).

## La recherche et les théories écologiques modernes
Indépendamment, Alfred James Lotka en 1925 et Vito Volterra en 1926 proposent des équations mathématiques pour décrire les interactions entre êtres vivants au sein des écosystèmes : pour la compétition et la prédation.
Père de l'écologie animale, Elton (1900-1991) a décrit, dans son livre Animal Ecology paru en 1927, les communautés biotiques en tant qu'associations d'espèces organisées autour de relations alimentaires existant en leur sein et d'interactions entre les animaux sauvages.
De ses travaux fondateurs sur les cycles alimentaires découlent les notions de « chaîne alimentaire », de « pyramide alimentaire » et de « réseau trophique ».
L'écologiste catalan Margalef applique, dans son mémoire La teoría de la información en ecología publié en 1957, la théorie de l'information à l'écologie.
En 1967, Root (en) (1936-2013) est l'auteur d'une étude qui est à l'origine du développement du concept de « guilde » en écologie.
En 1976, Van Valen développe le concept d'espèce écologique à partir de la notion de niche écologique introduite en 1957 par Hutchinson.
Faisant suite à l'invention du terme par le biologiste Walter G. Rosen en 1985, le concept de « biodiversité », proposé et popularisé par Edward O. Wilson, émerge en 1988.
La définition du concept de « point chaud de biodiversité » est initiée en 1988 par Norman Myers.

## Influence de l'écologie sur les sciences sociales et humaines

### Écologie humaine
L'écologie humaine est la partie de l'écologie qui étudie l'espèce humaine, l'activité organisée de cette espèce et son environnement. L'écologie humaine est apparue dans les années 1920, par le biais de l'étude de successions végétales dans la ville de Chicago. Elle est devenue un champ d'étude distinct dans les années 1970. L'homme, colonisateur de tous les continents, est désormais reconnu comme un facteur écologique majeur. Il modifie grandement son environnement, par le biais du développement de son habitat (en particulier le développement urbain), du développement de la pêche, ainsi que des activités agricoles et industrielles.
Des études puis un enseignement de l'écologie humaine se développa par la suite, avec la participation d'anthropologues, d'architectes, de biologistes, de démographes, d'écologistes, d'ergonomes, d'ethnologues, d'urbanistes et de médecins. Le développement de l'écologie humaine a conduit à attribuer une part de plus en plus importante à l'écologie dans l'aménagement du territoire.
Par ailleurs, une philosophie issue de l'écologie, et applicable aux sociétés humaines, s'est développée : l'écologisme.
Enfin, l'écologie politique est apparue dans les années 1920 ; elle consiste à appliquer la science écologique à la politique et à la gestion de la cité[réf. nécessaire].
Ces dernières années l'écologie humaine a été un sujet d'intérêt pour les spécialistes de la théorie organisationnelle. Hannan et Freeman (Population Ecology of Organizations (1977), American Journal of Sociology) argumentent que les communautés ne font pas que s'adapter à l'environnement. En fait l'environnement sélectionnerait ou rejetterait certaines populations. Dans tout environnement en équilibre, il n'y aura qu'une seule forme de communauté (isomorphisme). La théorie organisationnelle a été une théorie importante lorsqu'il a fallu expliquer la diversité des populations et la variabilité de leur nature au cours du temps.

### James Lovelock et l'hypothèse Gaïa
L'Hypothèse Gaïa proposée par James Lovelock dans son travail « Gaia: A New Look at Life on Earth » à partir de 1970, avance que le point de vue que la Terre devrait être considérée comme un macro-organisme individuel. En particulier, il argumente que l'ensemble des êtres vivants ont conjointement développé la capacité de contrôler l'environnement global — en influençant les paramètres physiques majeurs comme la composition de l'atmosphère, le taux d'évaporation, la chimie des sols et des océans — afin de maintenir les conditions favorables à la vie. Le scientifique rejoint ainsi les croyances fondamentales des peuples autochtones, qui sont en général extrêmement reliés à la Terre, comme le peuple Kogi de Colombie.
Bien que controversée, l'hypothèse Gaïa relayée par la biologiste Lynn Margulis a suscité un certain intérêt dans le public. Elle permet d'étayer « le sentiment écologique » grandissant en contribuant à faire prendre conscience que la Terre-mère, Gaïa, est malade des hommes et de leur activité. D'un point de vue scientifique, cette hypothèse situe la nouvelle vision de l'écologie comme étant une vision globale de la biosphère et de la biodiversité.
En réaction à l'hypothèse Gaia, le paléontologue Peter Ward développe l'hypothèse Médée: la biosphère tendrait à redevenir le domaine des organismes microbiens et unicellulaires, par des "tentatives suicidaires" telles que les extinctions de masse.

### Écologie et politique globale
Le premier « Jour de la Terre » (Earth Day) est instauré le 22 avril 1970, initié par Gaylord Nelson, sénateur américain.
L'écologie devint une partie centrale des politiques mondiales dès 1971, quand l'UNESCO lança un programme de recherche appelé Man and Biosphere, avec l'objectif d'accroître les connaissances sur les relations entre l'Homme et la Nature. Quelques années plus tard fut défini le concept de réserve de biosphère.
En 1972, les Nations unies ont tenu la première conférence internationale sur l'environnement humain à Stockholm, préparée, entre autres experts, par René Dubos, qui employa cinq ans plus tard la célèbre formule « penser globalement, agir localement ». Les évènements majeurs suivants en écologie ont été le développement du concept de biosphère et l'apparition des termes diversité biologique dans les années 1980. Ces termes furent développés durant le Sommet de la Terre à Rio de Janeiro en 1992, où le concept de biosphère fut reconnu officiellement par les grandes communautés mondiales, et où les risques associés à la biodiversité furent publiquement reconnus.
En 1997, l'atteinte des activités humaines à l'environnement, en particulier atmosphérique, furent reconnus internationalement lors de la ratification du Protocole de Kyōto. En particulier cette conférence mit en évidence les dangers des gaz à effet de serre, principaux responsables du changement climatique. À Kyōto, la plupart des nations du monde ont reconnu l'importance de considérer l'écologie d'un point de vue global, à une échelle mondiale, et de prendre en compte l'impact des activités humaines sur l'environnement de la planète.
En Amérique du Nord, plusieurs scientifiques accordent une plus grande importance aux préoccupations écologistes au cours du XXe siècle. Aux États-Unis (Université du Michigan) et à l'Université du Québec à Montréal (UQAM) (Canada), Pierre Dansereau (1911-2011) développe des positions théoriques particulières en écologie scientifique. Il publie en 1957 un ouvrage majeur : Biogeography an Ecological Perspective dans lequel il énonce les principes de la synécologie, de l'autoécologie et d'une écologie globale tenant compte de l'humain comme facteur de transformations de l'environnement. En 1972, il publie un ouvrage philosophique encore méconnu aujourd'hui sur les rapports à la nature, intitulé Inscape and Landscape.

### Écologie intégrale
L'expression d'« écologie intégrale » (integral ecology) apparaît en 2000 sous la plume de Ken Wilber dans A Theory of Everything (« Une théorie du tout ») comme une application à l'écologie de sa théorie intégrale développée dans les années 1970. En 2009, les théologiens Michael E. Zimmermann et Sean Esbjörn-Hargens ont approfondi cette perspective dans Integral ecology: Uniting Multiple Perspectives on the Natural World (« L'écologie intégrale : unifier diverses visions du monde naturel »).
Le concept est introduit en France d’abord dans les milieux chrétiens, notamment catholiques, par Falk van Gaver en 2007 dans un article du magazine catholique L'Homme nouveau, intitulé « Pour une écologie intégrale ». Il le reprend ensuite en 2011 dans son livre L'Écologie selon Jésus-Christ dans une approche chrétienne, puis Gaultier Bès de Berc, avec Marianne Durano et Axel Norgaard Rokvam, emprunte l'expression dans Nos limites, pour une écologie intégrale en 2014.
L'expression est finalement employée par le pape François en juin 2015 dans l'encyclique Laudato si' pour englober non seulement les aspects environnementaux, mais aussi les aspects économiques, sociaux, culturels et la vie quotidienne, le principe du bien commun et la justice entre générations. Selon Ségolène Royal, ministre française de l'écologie et présidente de la COP 21 qui s'est tenue en novembre-décembre 2015, l'encyclique a contribué à la dynamique de l'accord de Paris sur le climat de décembre 2015 ; elle a estimé qu'il s'agissait d'« un texte remarquable qui ne concerne pas seulement les catholiques mais a une portée universelle », et a noté qu'il constituait avant tout « un appel à l’action ».

### Source
- (en) Cet article est partiellement ou en totalité issu de l’article de Wikipédia en anglais intitulé « History of ecology » (voir la liste des auteurs).